# 와한

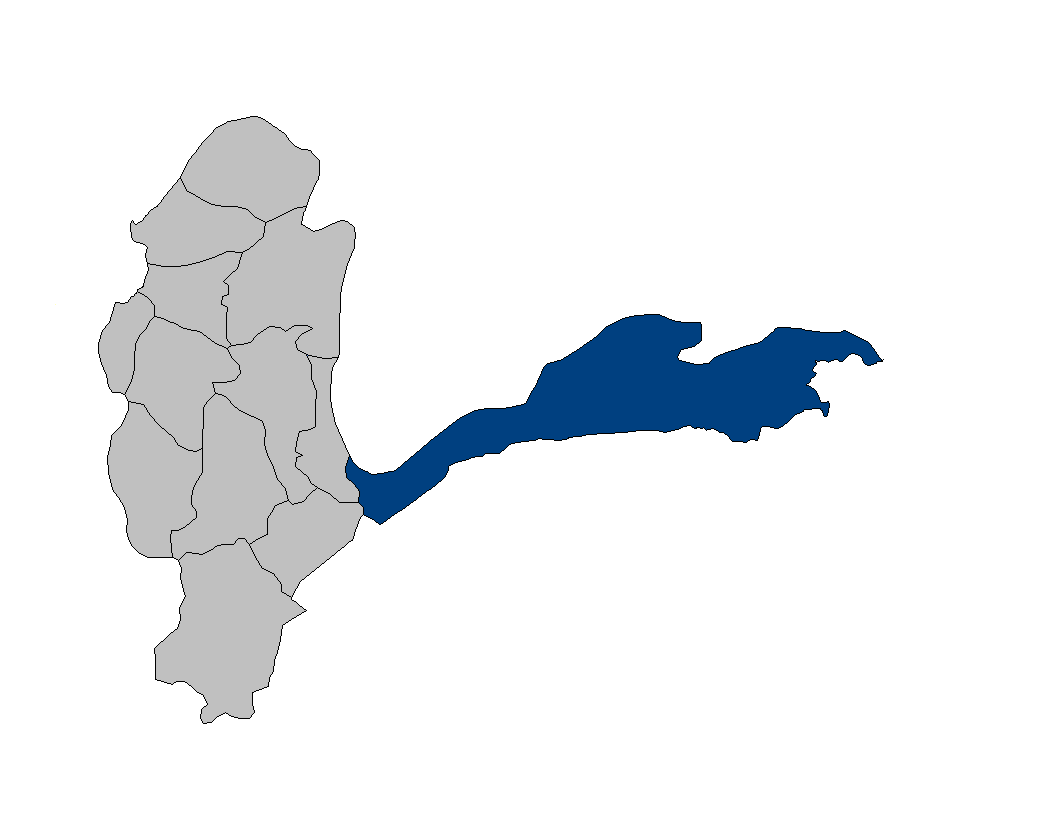
와한

와한(파슈토어: واخان/wakhan)은 아프가니스탄 바다흐샨주에 있는 지방이다. 지리적으로 볼 때 아프가니스탄의 동쪽 끝 부분이며 중국과 연결되어 있다. 북쪽은 타지키스탄, 남쪽은 파키스탄 카슈미르 지방과 접한다. 대부분이 산악 지대로, 인구는 13,000명이며 인구밀도는 20km2/명 대이다.

## 같이 보기
- 와한 회랑
- 와히인